# Муніципальна будівля Мангеттена
Муніципальна будівля імені Девіда Н. Дінкінса (англ. David N. Dinkins Municipal Building) — це 40-поверхова будівля висотою 180 м на Центр-стріт 1, на схід від Чемберс-стріт, у районі Цивік-центр. Мангеттена в Нью-Йорку. Будівля була побудована з урахуванням збільшених державних потреб у просторі після об'єднання п'яти боро міста в 1898 році. Будівництво почалося в 1909 році і тривало до 1914 року загальною вартістю 12 мільйонів доларів США (еквівалентно 269 713 000 доларів США у 2023 році).
Муніципальна будівля Манхеттена, спроєктована McKim, Mead & White, була однією з останніх будівель, зведених у рамках руху City Beautiful у Нью-Йорку. Його архітектурний стиль характеризується як римсько-імперський, італійський ренесанс, французький ренесанс або боз-ар. Муніципальна будівля є однією з найбільших урядових будівель у світі, яка має близько 93 000 м2 площі офісних приміщень. В основі розташована станція метро, а на вершині — позолочена статуя Civic Fame.